# O nouă societate română
O nouă societate română este o operă literară scrisă de Ion Luca Caragiale. 